# Euphranta maculifrons
Euphranta maculifrons
 es una especie de insecto del género Euphranta de la familia Tephritidae del orden Diptera. 
Meijere la describió científicamente por primera vez en el año 1914.